# Gustav Vasas hjälm med maskvisir

Gustav Vasas hjälm med maskvisir, ca 1540. Livrustkammaren

Gustav Vasas hjälm med maskvisir  är ett av få bevarade föremål som med säkerhet kan tillskrivas Gustav Vasa.
Hjälmen tillverkades i Tyskland runt år 1540, troligen i Augsburg eller i Nürnberg där några av Europas skickligaste rustningstillverkare fanns under perioden. Den är slagen i stål och mycket väl genomarbetad med etsningar, punsning och förgyllningar. Den väger närmare 2,8 kg. Det är en sluten hjälmtyp i Burgundisk stil. Visiret, den del av hjälmen som täcker ansiktet, är ett så kallat maskvisir format likt ett mansansikte. Maskvisiret tillhörde från början inte hjälmen men bedöms vara från samma tid, möjligen också från samma verkstad som hjälmen i övrigt. Hjälmar med maskvisir var populära vid Europas furste- och kungahus under 1500-talets första del. Maskerna tros ha använts för sin komiska effekt vid kungliga parader och högtider.
Denna hjälm är en del av Gustav Vasas enda bevarade praktrustning som köptes av kungens ombud, Klaus Heijder, i Augsburg år 1540 eller strax därefter. Till praktrustningen hörde ytterligare två hjälmar samt en hästrustning. Idag finns hjälmen på Livrustkammaren i Stockholm. 

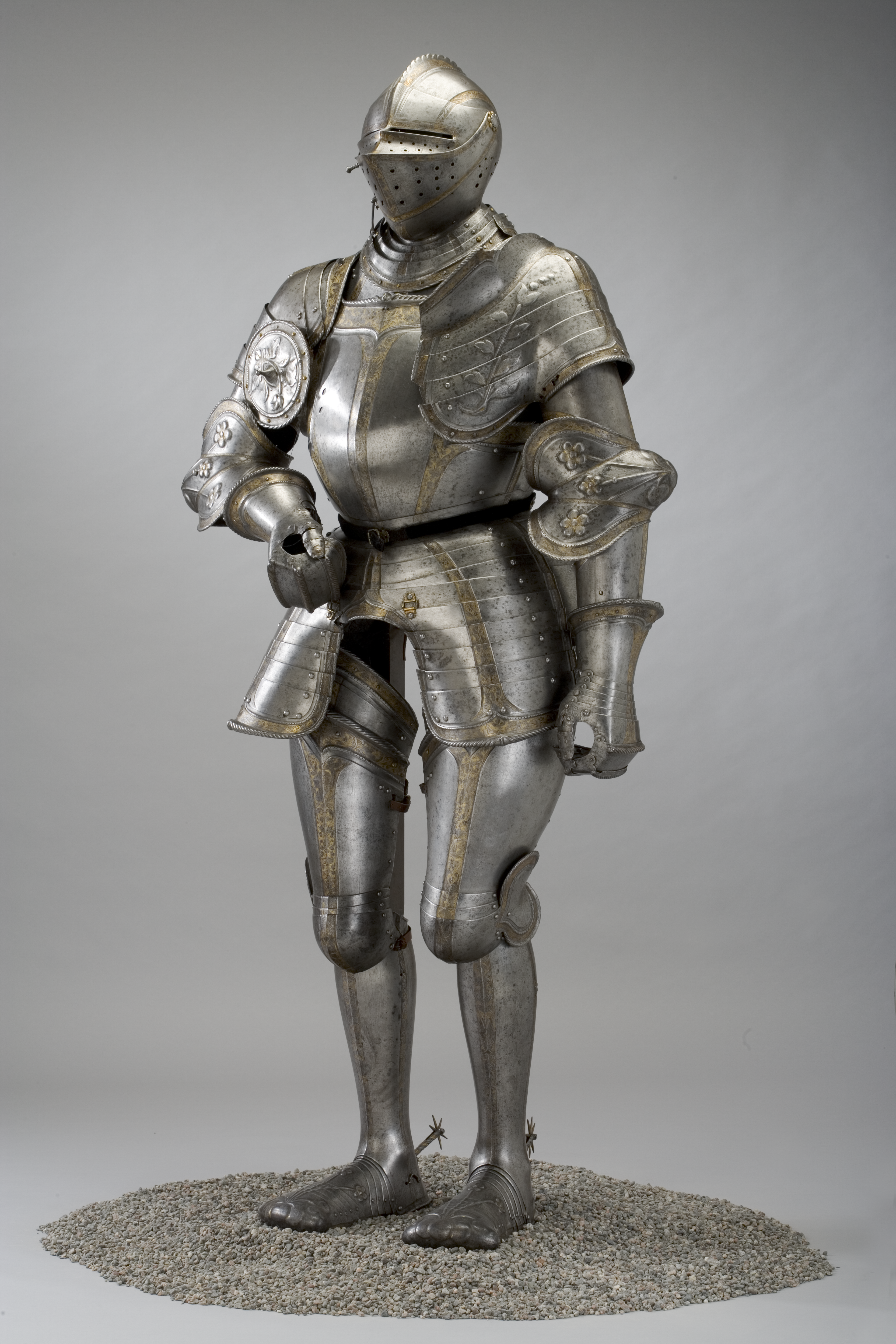
Gustav Vasas praktrustning, ca 1540. Livrustkammaren

## Hjälmen som statussymbol
Gustav Vasa (1496-1560) räknas till en av Sveriges mest inflytelserika kungar genom historien. Under hans regeringstid stärktes landets centralstyre och protestantismen infördes som statsreligion. Genom reformationen övertog det kungliga hovet kyrkans roll som landets ledande lyxkonsument. Gustav Vasa visade och styrkte sin maktposition genom överflöd. Detta återspeglas, bland annat, i kungens tilltagande rustkammare där denna hjälm kom att ingå. En hjälm av det här slaget är inte tänkt för strid utan snarare för fest. Under 1500-talet blev det allt större skillnader mellan rustningar tänkta för krig och rustningar av mer representativ karaktär. Helrustningar av stål var tidens främsta mode. Vid kungliga högtider hölls stora uppvisningar och parader där samhällets elit klädde sig i specialbeställda praktrustningar med sluten hjälm.

## Tillverkare
Gustav Vasa, som i mycket lät sig influeras av de tyska hoven, samlade skickliga tyska smeder vid sina slott för att öka kvalitén på det svenska smidet. Vid mitten av 1500-talet uppfördes Sveriges första vapenfabrik i Arboga på kungens order. Under Gustav Vasas regeringstid var den svenska tillverkningen dock fortfarande i startgropen och Gustav Vasa beställde sina praktrustningar från Tyskland.
Gustav Vasas hjälm med maskvisir är troligen tillverkad i någon av de sydtyska städerna Augsburg eller Nürnberg. Möjlig tillverkare är Kunz Lochner i Nürnberg, som angetts som trolig tillverkare till den praktrustning som hjälmen tillhör.  Även Matthias Frauenpreiss och Desiderius Kolman Helmschmied från Augsburg har föreslagits som tillverkare till hjälmen. Dessa tre smeder räknas till några av den tidens främsta och de hade breda kundkretsar med beställare från kung- och furstehus över hela Europa. En hjälm av det här slaget gjordes dock inte av en enskild mästare utan av flera, här ibland punsare och etsare, av den anledningen kunde fullförandet ta tid. Ett garnityr bestående av en hel rustning med hjälm kunde ta över ett år att färdigställa. Gustav Vasa lät beställa denna hjälm som en del av ett rustningsgarnityr bestående av både mans- och hästrustning från några av Europas skickligaste verkstäder och priset lär ha varit därefter. Det är tydligt att Gustav Vasa velat efterlikna stilströmmarna vid de tongivande europeiska hov och mäta sig med dessa.

## Hjälmtyp

### Burgunderhjälm

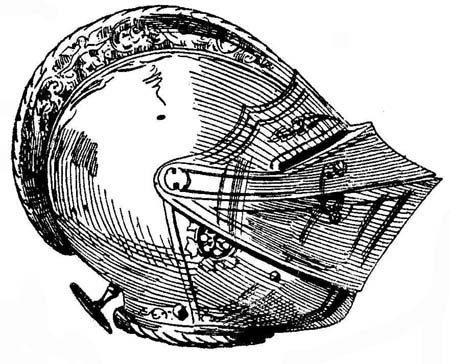
Burgunderhjälm, 1530.

Gustav Vasas hjälm är till stilen en burgunderhjälm. Burgunderhjälmen är en tättsittande sluten hjälmtyp som var populär vid 1500-talets början. Formen är rund, närmast sfärisk över hjässan som ofta försetts med hjälmkam.

### Maskvisir
Visir kallas den del av hjälmen som täcker ansiktet. På Gustav Vasas hjälm är visiret delat i två delar. Den övre delen är ett så kallat maskvisir format likt ett mansansikte. 
Masken föreställer en medelålders man i ett grinande ansiktsuttryck med blottade tänder och vidöppna ögon. Under näsan sitter en framträdande mustasch. Masken skiljer sig från andra dylika genom sin detaljrikedom. Visiret är mycket genomarbetat med nästintill heltäckande ornering i form av öron, skäggväxt och vårtor.
Maskvisiret tillhörde ursprungligen en annan hjälm och denna hjälm hade från början ett annat visir. Detta går att se både i skillnader i dekor och i passform- överdelen av visiret är avklippt för att passa hjälmen. Det är ovisst när hjälmen och maskvisiret fördes samman. Gustav Vasas räntekammarbok, där kungens inventarier och inköp noterades, ger ingen närmare beskrivning av hjälmens visir och ingen annan hjälm med maskvisir av denna typ nämns från vilken visiret skulle kunna komma. Visiret bedöms dock vara från samma tid, möjligen också från samma verkstad som hjälmen i övrigt.

#### Modet att bära maskvisir
Modet att bära maskvisir uppstod under 1510- talet och var populärt fram till 1540- talet, framförallt Tyskland och Österrike. Det finns flera liknande hjälmar bevarade från tiden. Några föreställer djur, så som hundar och fåglar, andra, likt denna hjälm, är karikatyrer av människoansikten. Dessa groteska masker skapades som humorpjäser, ämnade väcka skratt och sprida glädje.
Den tysk-romerska kejsaren Maximilian I (1459–1519) var initiativtagare till flera nya trender. Vid hans hov anordnades salongsmummerier - på svenska närmast översatt till salongsmaskerader. Vid dessa maskerader med festliga upptåg klädde sig samhällets elit i förklädnader och masker. Tornerspel var populära vid hovens fester så även under salongsmummerierna. Vid dessa torneringar finns det beskrivet att kämparna förklädde sig i kostymharnesk (rustningar formade likt klädmodet) och fantasifulla hjälmar som försetts med maskvisir. Särdeles frekvent verkar maskvisir ha burits vid de torneringar som i Tyskland hölls under karnevalen som föregick påskfastan.
Salongsmaskeraderna influerade även hovens övriga uppvisningar. Enligt Heribert Sietz går det att läsa in en påverkan på rustningens användning i maskvisirets uppkomst; "[…] På sitt sätt äro dessa visir exponenter för att harnesket ej längre är det allvarliga skyddsvapnet i strid eller torneringar - det börjar nu även få en alltmera markeras representativ funktion, tex öka det teatraliska intrycket under festtåg o.d." Av de hjälmar med maskvisir som idag finns bevarade från denna perioden förmodas merparten varit ämnade för parader och inte tornerspel.
Det saknas källor som kan berätta när eller ens om Gustav Vasa, eller någon av hans söner, bar denna hjälm. Den rustning som hjälmen tillhör är en praktrustning och alltså inte avsedda för tornering utan snarare för upptågen till rännarbanan och andra festliga processioner. Det samma gäller troligen hjälmen. Vid hertig Karls hov i Nyköping ska ett särskilt pris ha delades ut till den som gjorde den löjligaste mest komiska entré till rännbanan ”så att fruntimbret kan ha lust och löje däråt”.

#### Maskvisirets ursprung
Hjälmar med maskvisir ska, som nämns ovan, ha använts under de torneringar som i Tyskland hölls under karnevalen innan påskfastan. Men skicket att bära mask vid dessa karnevaler går längre tillbaka. Från medeltiden finns det belägg för att det i Sydtyskland bars speciella fastlagsmasker. I den sydtyska staden Nürnberg firades under fastlagen Schembartlauf (närmast översatt som skuggskäggs-löpning) där deltagarna bar lustiga skäggbeklädda masker snidade i trä. Olle Cederlöf menar att maskvisirets härkomst troligen kan härleds till de sydtyska karnevalernas fastlagsmasker.

## Mer om hjälmen
Under 1530- talet delades visiret upp i en övre och nedre del. Båda delarna lyftes upp vid av och påtagning. Fördelen var att den övre delen lätt kunde öppnas vid behov samtidigt som den nedre delen höll hjälmen på plats. Gustav Vasas hjälm är konstruerad på det sättet. Hjälmen har flera finesser gjorda för att underlätta för hjälmbäraren. Det finns små öppningar för in- och utandningsluften mellan maskansiktets tänder. Även i näsborrarna finns det öppningar. För att bäraren ska kunna höra bättre har hjälmen försetts med flera små hörselhål snett under det ornamenterade örat. I maskens pupiller finns det öppning men dessa är för små för ge någon egentlig sikt. Såg gjorde hjälmbäraren istället genom siktspringorna vilka är placerade ovanför ögonen.